# Tephris
Tephris is een geslacht van vlinders van de familie snuitmotten (Pyralidae), uit de onderfamilie Phycitinae.

## Soorten
- T. anpingicola Strand, 1918
- T. azrouella Lucas, 1933
- T. buchanani (Rothschild, 1921)
- T. connexella Ragonot, 1893
- T. cyriella (Erschoff, 1874)
- T. chneourella Lucas, 1946
- T. dilutalis Rothschild, 1913
- T. ephippella Ragonot, 1890
- T. fractilineella Chrétien, 1911
- T. glaucobasis Lower, 1903
- T. joannisella Lucas, 1909
- T. nigrisparsella (Ragonot, 1887)
- T. obliquivitella Rothschild, 1913
- T. ochreella Ragonot, 1893
- T. perlucidella Ragonot, 1893
- T. stenopterella Amsel, 1949
- T. verruculella Ragonot, 1887